# Lepista pandula
Lepista pandula là một loài bướm đêm thuộc phân họ Arctiinae, họ Erebidae.